# Continuo (album)
Albums de Avishai Cohen
At Home
(2004) As Is... Live at the Blue Note 
(2007)
Continuo est un album d'Avishai Cohen paru en 2006.

## Liste des titres
1. Nu Nu
2. Elli
3. One for Mark
4. Ani Maamin
5. Samuel
6. Emotional Storm
7. Calm
8. Arava
9. Smash
10. Continuo

## Musiciens
- Sam Barsh – Claviers
- Avishai Cohen – Contrebasse, Guitare Basse
- Mark Guiliana – Percussions, Batterie
- Amos Hoffman – Oud